# Terthron anemonias
Terthron anemonias är en insektsart som först beskrevs av George Willis Kirkaldy 1907.  Terthron anemonias ingår i släktet Terthron och familjen sporrstritar. Inga underarter finns listade i Catalogue of Life.